# Himlaväsen
Himlaväsen är ett storband från Göteborg som bildades 1978. Bandet är känt för sin Blues Brothers-liknade show och dess svängiga musik.

## Diskografi
- 1989 - HipBop
- 1992 - Open House
- 1994 - Bluesmobile
- 1999 - Brothers

Kapellmästare: Sven Fridolfsson (född 1963)
Att sätta etikett på musiken är inte lätt. Utgångspunkten är soul med inslag av jazz och rock.
Bandet har gjort cirka 400 spelningar och turnerat i Skandinavien och Mellaneuropa. Det har också funnits med på stora festivaler och gjort TV- och radioframträdanden i ett flertal länder. Himlaväsen sjöng introsången till TV-programmet Låt kameran gå.